# Elastomeri termoplastici
Gli Elastomeri Termoplastici (TPE), o gomme termoplastiche, sono una classe di copolimeri ovvero una miscela polimerica (di solito una plastica e una gomma) con entrambe le proprietà termoplastiche e elastomeriche. Mentre la maggior parte degli elastomeri sono termoindurenti, i TPE sono invece relativamente facili da usare nella produzione, per esempio, attraverso lo stampaggio ad iniezione. Gli elastomeri termoplastici mostrano i vantaggi tipici sia delle plastiche che delle gomme. La principale differenza tra gli elastomeri termoindurenti e gli elastomeri termoplastici è il tipo di reticolazione delle loro strutture. Infatti, la reticolazione è un fattore strutturale fondamentale che contribuisce a conferire le elevate proprietà elastiche.

Schema miscrostruttura SBS block copolymer

## Contesto

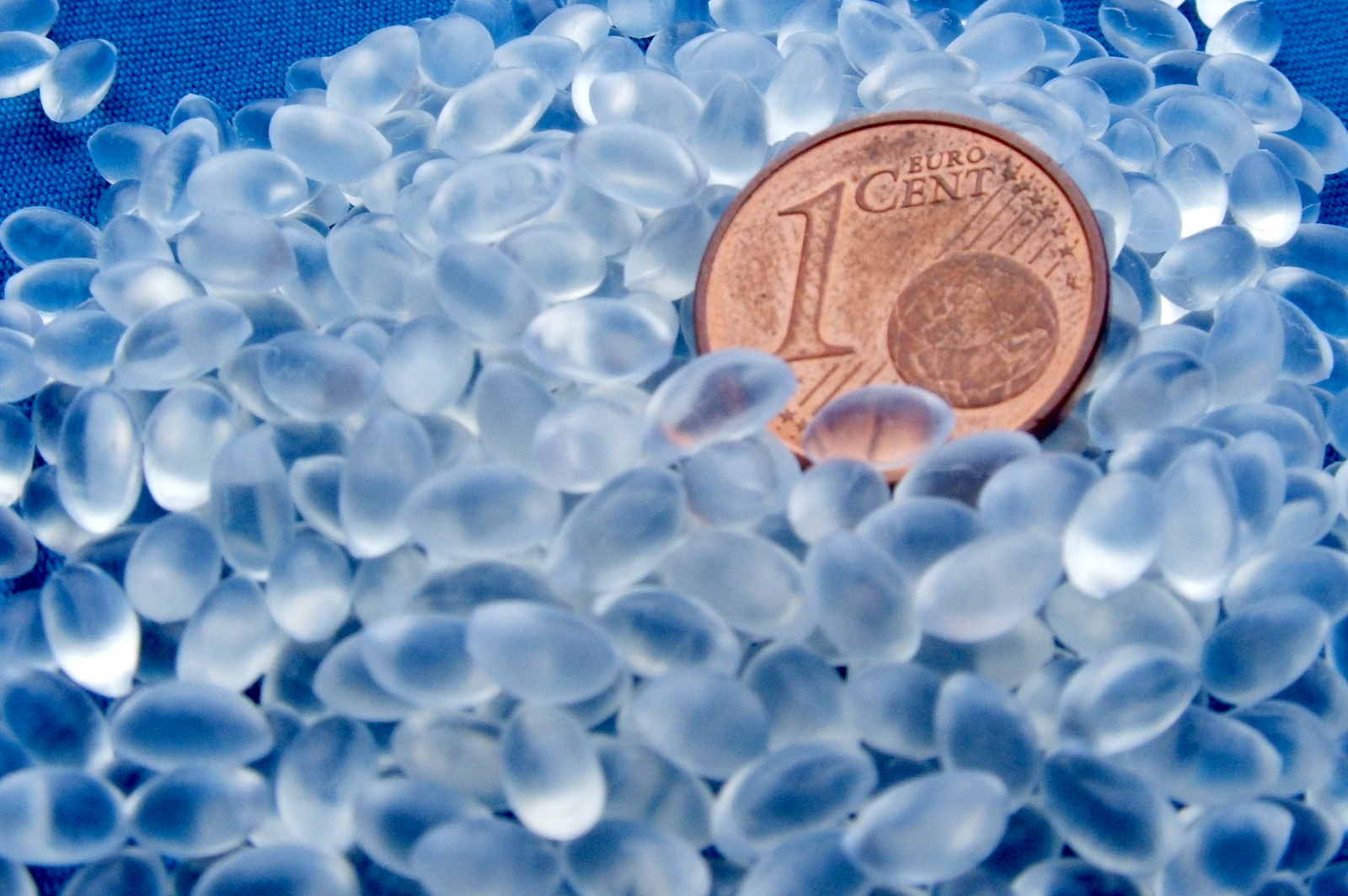
Poliuretano termoplastico

I TPE sono diventati una realtà commerciale nel 1950, quando i polimeri poliuretanici termoplastici sono diventati disponibili sul mercato. Durante gli anni '60 divenne disponibile il copolimero a blocchi stirenici, e negli anni '70 una vasta gamma di TPE apparve sulla scena. L'utilizzo mondiale dei TPE (680,000 tonnellate annue nel 1990) sta crescendo di circa il 9% all'anno. Generalmente offrono una gamma molto più ampia di proprietà rispetto alle gomme reticolate tradizionali grazie alla loro composizione che può variare per soddisfare le esigenze dei clienti.

## Vantaggi
Gli elastomeri termoplastici hanno la caratteristica di essere riciclabili in quanto possono essere stampati, estrusi e riusati come la plastica, ma hanno anche le tipiche proprietà elastiche della gomma, che invece non è riciclabile a causa delle sue caratteristiche termoindurenti. I TPE possono facilmente essere colorati dalla maggior parte dei coloranti, consumano meno energia ed è inoltre possibile un controllo più economico della qualità del prodotto.

## Lavorazione
I due più importanti metodi di lavorazione dei TPE sono l'estrusione e lo stampaggio ad iniezione, mentre lo stampaggio a compressione è usato raramente. La produzione attraverso lo stampaggio ad iniezione è estremamente rapida ed economica. Sia l'apparecchiatura che i metodi normalmente usati per l'estrusione o per lo stampaggio ad iniezione sono generalmente utilizzabili anche per i TPE. Gli elastomeri termoplastici possono anche essere lavorati tramite stampaggio per soffiaggio, termoformatura o fusione.

## Applicazioni
I TPE vengono utilizzati quando gli elastomeri convenzionali non possono fornire la gamma di proprietà fisiche necessarie al prodotto.
Questi materiali trovano un'ampia applicazione nel settore automotive e nel settore degli elettrodomestici. Sono anche ampiamente utilizzati per i cateteri in quanto i copolimeri a blocchi di nylon offrono una morbidezza ideale per i pazienti. I copolimeri a blocchi stirenici sono utilizzati nelle suole delle scarpe grazie alla facilità di lavorazione, e ampiamente come adesivi. I TPE sono comunemente utilizzati anche per le boccole delle sospensioni per applicazioni ad alte prestazioni nell'automobile grazie alla loro maggiore resistenza alla deformazione rispetto alle sospensioni di gomma.  I TPE possono essere inoltre usati in prodotti destinati all'inserimento nel corpo, come la coppa mestruale e i giocattoli sessuali. I TPE trovano anche ulteriori utilizzi nel rivestimento e nell'isolamento interno dei cavi elettrici, in alcuni cavi per cuffie e in molte altre applicazioni.